# Tchervona Routa
Pour les autres significations, voir Tchervona Routa (homonymie).

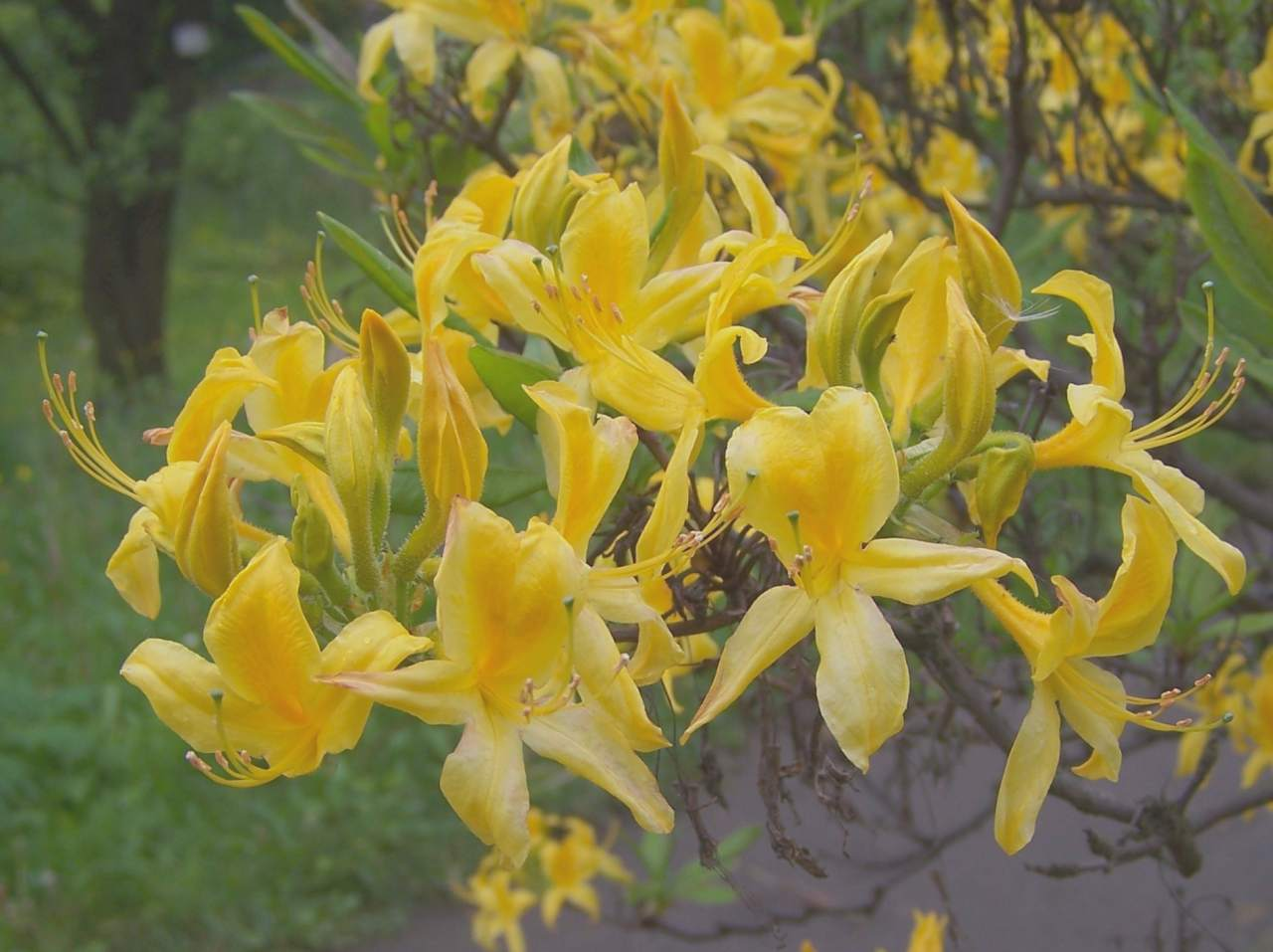
Rhododendron jaune

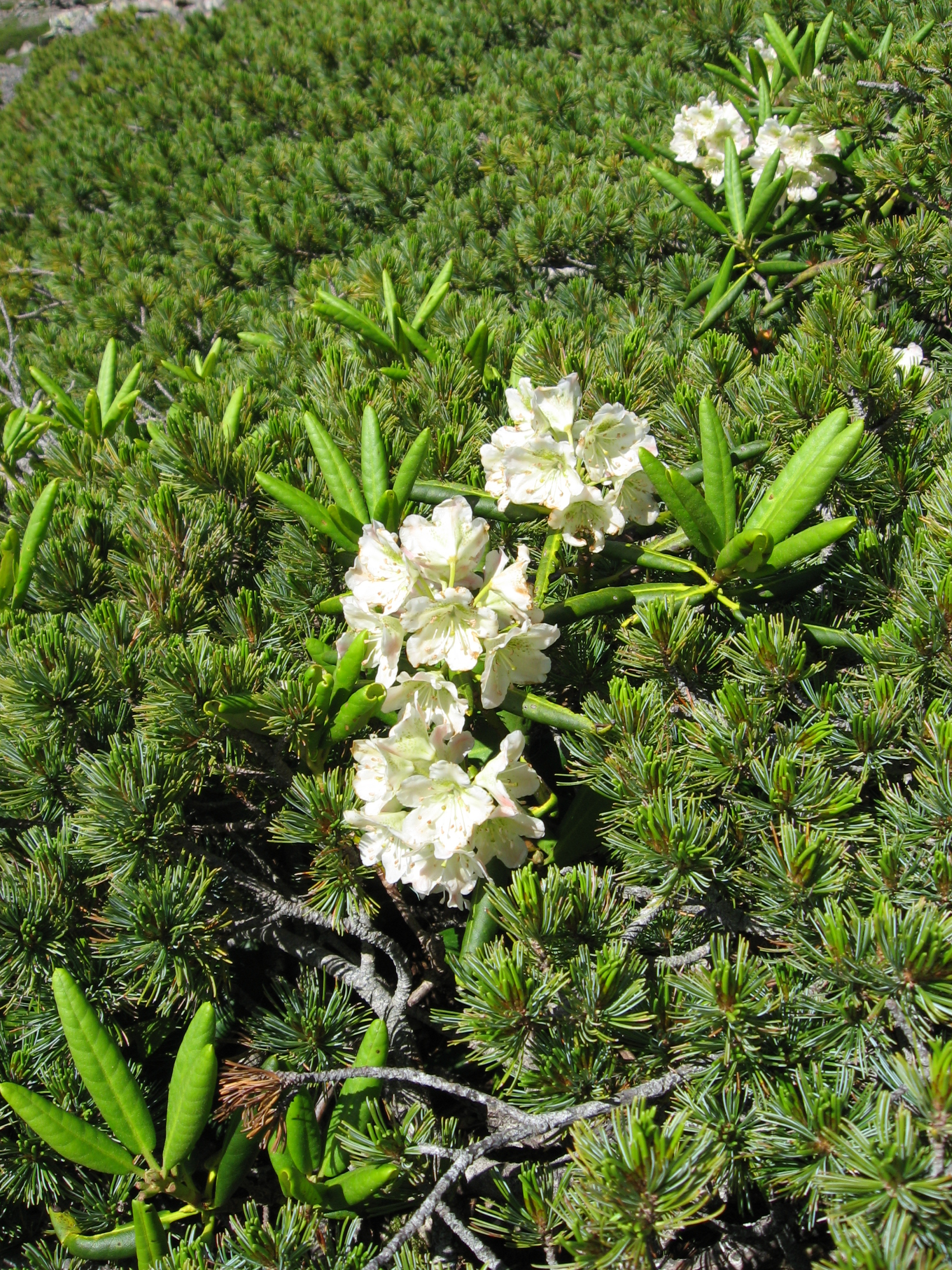
Rhododendron doré

Tchervona Routa (Ukrainien : Червона рута, rue — une plante odorante) — est une fleur, mais aussi fait partie de la culture ukrainienne relative à la fête du jour d'Ivan Koupala. Selon la légende, toujours vivace dans les Carpates et Bucovine, la rue est une fleur jaune qui devient rouge seulement pour quelques minutes la nuit d'Ivan Kupala (du 23 au 24 juin). Les filles qui trouveront la fleur seront heureuses en amour.

## Légende
Selon la légende, tant que la fleur conserve son aspect habituel, rien ne se passe. Ce n'est que lors de la nuit d'Ivan Koupala que les merveilles arrivent. « Tchervona » est l'adjectif signifiant rouge (au féminin) en ukrainien. En russe aussi, l'usage du terme « écarlate » a un sens similaire, par exemple « il n'y a rien de plus beau qu'une fleur écarlate ». Sofia Rotaru, dans l'un de ses interviews, a expliqué l'étymologie du terme comme suit : « La routa est une fleur jaune, qui devient rouge la nuit d'Ivan Koupala ».

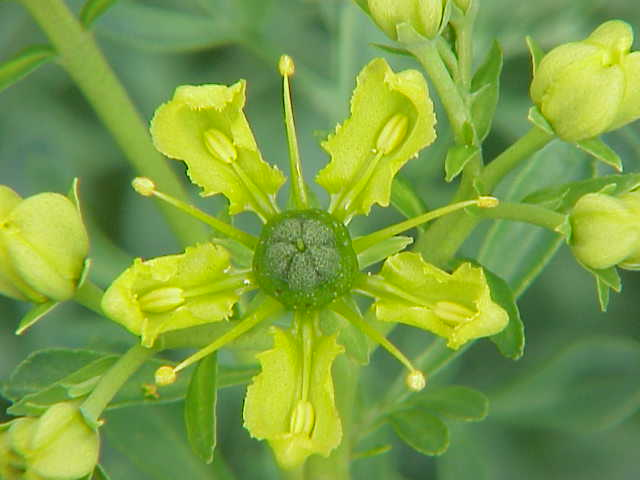
La fleur de la rue odorante

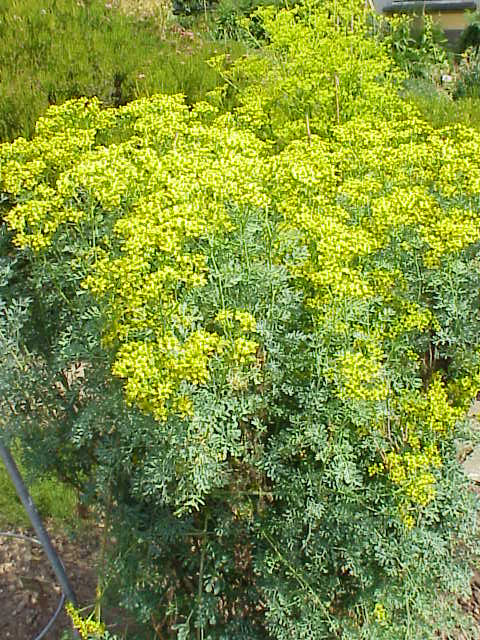
La rue d'hiver

## Étymologie
« Tchervonyi » est un vieux mot slave. La transformation du sens de l'adjectif « krasnyi » (rouge) a une histoire intéressante. Les proverbes « Une isba est rouge par ses coins », « Une dette est rouge par le payement », « une fille rouge » signifient « rouge », « bien/bon » afin d'embellir, selon le mot slave « krasa » - beauté. Ainsi, lorsque la Rus' de Kiev a été également appelée la Rus' Rouge, cela voulait dire « belle Rus' ». En ce qui concerne la désignation de la couleur, les langues slaves ont utilisé le mot « tchervonyi ». En russe, l'on peut encore rencontrer le lien dans le mot « tchervontsy » (billets de banque d'une valeur de 10 roubles de couleur rouge). Un grand nombre de linguistes considère que notamment par l'utilisation dans le domaine financier, le sens initial du terme s'est trouvé en partie modifié. Par conséquent, « tchervona routa » ne se traduit pas. L'on peut éventuellement russifier en « tchervonaïa routa », ce qui reste cependant théorique.

## Explication scientifique
- Rue (latin : Ruta) — est le nom d'une plante de la famille des Rutaceae. Il y a près de 60 types de rue connus, poussant à l'état sauvage dans les régions de la Mer Méditerranée, du Moyen-Orient et de l'Asie centrale. Un type de rue pousse sur le territoire de l'ancienne Union soviétique — la rue officinale, une herbe odorante qui pousse en Crimée, sur des pentes rocheuses. La rue officinale (Ruta graveolens L.) — est le type le plus commun, un sous-arbrisseau, nu, une plante gris-vert, qui peut atteindre 40 cm de hauteur. Ses feuilles sont découpées de manière pennée et il a une inflorescence corymbe sous la forme d'un plumeau.
- Selon une opinion différente, Tchervona ruta est un Rhododendron doré et/ou jaune.